# Purpura (medicin)
Purpura är punktformade eller större blodutgjutningar i huden. De beror antingen på nedsatt täthet i de små blodkärlens väggar eller på minskat antal trombocyter i blodet. I det senare fallet finns ofta en allmänt ökad blödningstendens.
Purpura är vanligen en följd av vaskulit eller brist på vitamin C (skörbjugg). De är 0,3–1 cm (3–10 mm), medan petekier mäter mindre än 3 mm och ekkymoser större än 1 cm.
Purpura är vanliga vid tyfus och kan finnas vid hjärnhinneinflammation orsakad av meningokocker eller blodförgiftning. Särskilt meningokocker (neisseria meningitidis), en gramnegativ diplococcus organism, släpper endotoxin när den lyserar. Endotoxin aktiverar Hageman-faktor (koagulationsfaktor XII), vilket förorsakar disseminerad intravasal koagulation (DIC). DIC är vad som verkar som ett utslag på den drabbade individen.